# Änne-Dörte Latteck
Änne-Dörte Latteck ist eine deutsche Krankenschwester, Fachbuchautorin und Pflegewissenschaftlerin. Sie lehrt als Professorin für Pflegewissenschaft an der Fachhochschule Bielefeld und leitet das Skills Lab dieser Hochschule.

## Werdegang
Latteck absolvierte ein Fachschulstudium zur Krankenschwester an der Medizinischen Fachschule in Rostock. Ab 1989 war sie als Fachkrankenschwester tätig. Bis 2000 arbeitete Latteck in Abteilungen für Innere Medizin in Hamburg. Im Jahr 2002 wurde sie Wissenschaftliche Mitarbeiterin an der Hochschule für Angewandte Wissenschaften Hamburg. Zugleich war sie Stipendiatin im Department Pflege und Management dieser Hochschule. Von 2008 bis 2010 war Latteck an der vom Bundesministerium für Gesundheit initiierten Interventionsstudie „Optimierung der berufsgruppenübergreifenden Kooperation von Hausärzten und ambulanten Pflegediensten in der ambulanten Versorgung von Demenzkranken“ beteiligt. An der Publikation der Ergebnisse dieser sogenannten KOVERDEM-Studie war sie im Anschluss maßgeblich beteiligt. Latteck wurde an der Universität Bremen promoviert. Seit 2010 ist sie Professorin für Pflegewissenschaft im Fachbereich Wirtschaft und Gesundheit an der Fachhochschule Bielefeld.

### Funktionen und Arbeitsbereiche
Latteck ist Mitglied der Lenkungsgruppe des Instituts für Bildungs- und Versorgungsforschung im Gesundheitswesen der Fachhochschule Bielefeld und Mitglied des Senats der Hochschule. Zudem leitet sie das Skills Lab am Campus Bielefeld. Außerdem leitet sie den Studiengang „Erweiterte Pflegeexpertise“ und ist stellvertretende Studienleitung der Studiengänge „Pflege kooperativ“ und „Therapie kooperativ“. Im Jahr 2023 leitete Latteck ein Forschungsprojekt an der Bielefelder Hochschule, in dessen Rahmen Erklärvideos erstellt wurden, die sich an Menschen mit geistiger Behinderung wenden, um deren Gesundheitskompetenz zu stärken. In dem Projekt Geko-MmgB zur inklusiven Forschung waren über 100 Beteiligte eingebunden. Es entstanden acht Erklärvideos, die in einfacher Sprache Gesundheitsthemen behandeln und auf einer offenen Plattform im Internet zur Verfügung stehen.

#### Pflegestudium
Latteck ist Studiengangsleitung im dualen Bachelorstudiengang Gesundheits- und Krankenpflege, der akademische und praktische Pflegeausbildung verbindet. Das Pflegeberufegesetz von 2017 fasste die drei bis dahin in Deutschland bestehenden pflegerischen Ausbildungsgänge zu einer generalistischen Ausbildung zusammen. Entsprechend formulierte die Fachkommission nach dem Pflegeberufegesetz Inhalte aus, nach denen Auszubildende ab 2020 unterrichtet werden. Die Fachhochschule Bielefeld reagierte auf diese Entwicklungen mit der Einrichtung des Studiengangs Pflege, bei dem neben dem Abschluss Pflegefachmann oder Pflegefachfrau mit dem Bachelor auch ein akademischer Grad erworben werden kann.

### Ehrenamtliches Engagement
Latteck engagiert sich neben ihren Aufgaben in Lehre und Wissenschaft ehrenamtlich. Sie ist Mitglied der Deutschen Gesellschaft für Pflegewissenschaft und Gutachterin der Ethikkommission dieser Fachgesellschaft. Zudem ist sie Mitglied der Dekanekonferenz Pflegewissenschaft. Von 2014 bis 2016 war sie Mitglied des Vorstandes der Dekanekonferenz.

## Positionen
Latteck bewertet die Erweiterung der pflegerischen Ausbildung um akademische Inhalte positiv. Sie sieht in einer absolvierten Ausbildung mit gleichzeitigem Erwerb eines akademischen Abschlusses an einer Fachhochschule einen Vorteil für diejenigen Pflegekräfte, die sich für dieses duale Modell entschieden haben. Gegenüber denjenigen, die nur mit einem Examen abgeschlossen haben, stehen studierte Pflegekräfte besser da, weil ihnen „aufgrund des Fachkräftemangels“, so Latteck, eine sicherere berufliche Zukunft mit besseren Aufstiegschancen offenstehe.

## Publikationen
Bücher als Herausgeberin
- mit Norbert Seidl, Christa Büker und Senta Marienfeld: Pflegende Angehörige – Genderspezifische Erwartungen an soziale Unterstützungssysteme, Budrich Verlag (2020)

Bücher als Autorin
- mit Andreas Beaugrand, Matthias Mertin und Ariane Rolf: Lehr- und Lernmethoden im dualen Studium: Wissenstransfer zwischen Theorie und Praxis. Kohlhammer Verlag (2017)

Beiträge
- mit Roman Helbig: Lebensqualität im Mittelpunkt der Langzeitpflege von Menschen mit Körperbehinderungen in Pflegereport 2033 – Spezielle Versorgungslagen in der Langzeitpflege, springer Medizin Verlag, Berlin 2022